# Aplonis
Aplonis és un gènere d'ocells de la família dels estúrnids (Sturnidae) que habiten a les illes d'Indonèsia, Melanèsia, Micronèsia i Polinèsia, encara que algunes espècies s'estenen fins a la península de Malaca, el sud del Vietnam i el nord-est de Queensland. Aquests estornells tenen típicament un plomatge uniformement negre, marró o verd fosc, de vegades amb lluentor metàl·lic. Sovint l'anell ocular és de color distintiu. Els immadurs d'algunes espècies tenen ratlles fosques i parts inferiors pàl·lides.
Diverses espècies tenen una distribucioó restringida, i altres són endèmiques d'una illa, el que ha propiciat l'extinció d'algunes espècies i l'enrariment d'altres, com a resultat de la pèrdua d'hàbitat o la introducció de mamífers com ara les rates.

## Taxonomia
Segons la classificació del Congrés Ornitològic Internacional (versió 11.1, 2021) aquest gènere està format per 25 espècies:
- Aplonis metallica - estornell llustrós.
- Aplonis circumscripta - estornell de cap violaci.
- Aplonis mystacea - estornell ullgroc.
- Aplonis cantoroides - estornell cantaire.
- Aplonis crassa - estornell de les Tanimbar.
- Aplonis feadensis - estornell dels atols.
- Aplonis insularis - estornell de l'illa de Rennell.
- Aplonis magna - estornell de Biak.
- Aplonis brunneicapillus - estornell ullblanc.
- Aplonis grandis - estornell de les Salomó.
- Aplonis dichroa - estornell de Makira.
- Aplonis zelandica - estornell de la Melanèsia.
- Aplonis striata - estornell de Nova Caledònia.
- Aplonis fusca - estornell de l'illa de Norfolk. Extint.
- Aplonis santovestris - estornell d'Espíritu Santo.
- Aplonis panayensis - estornell bronzat.
- Aplonis mysolensis - estornell de les Moluques.
- Aplonis minor - estornell cuacurt.
- Aplonis opaca - estornell de la Micronèsia.
- Aplonis pelzelni - estornell de Pohnpei.
- Aplonis tabuensis - estornell de la Polinèsia.
- Aplonis atrifusca - estornell de Samoa.
- Aplonis corvina - estornell de Kosrae. Extint.
- Aplonis mavornata - estornell misteriós. Extint.
- Aplonis cinerascens - estornell de Rarotonga.

Alguns autors consideren l'existència d'una espècie extinta, l'estornell de Raiatea (Aplonis ulietensis)però el Congrés Ornitològic Internacional no la inclou, ja que no es conserven restes biològics.